# Johan Pitka
Johan Pitka (19. února 1872, Võhmuta, Järvamaa, Estonsko – podzim 1944, místo neznámé) byl estonský námořní velitel a politik, který se proslavil především v průběhu Estonské osvobozenecké války. Na podzim roku 1944 se postavil mezi organizátory odboje proti Rudé armádě.

## Život
Před tím, než se Pitka přidal k námořnictvu, studoval v několika námořních školách a pracoval pro několik rybářských společností.
Pitka byl jedním ze zakladatelů estonské armády a námořnictva, na jejímž vytvoření se podílel od roku 1917. V listopadu 1918 se stal šéfem estonského námořnictva a velel všem námořním operacím nově vznikajících estonských námořních sil. Roku 1919 musel ze zdravotních důvodů odstoupit ze služby.
Po svém odchodu z armády se stal členem zákonodárného shromáždění, kde bojoval proti korupci. Po volbách roku 1923 odešel z politiky a od roku 1924 do roku 1930 žil v Kanadě.
Ve 30. letech figuroval v krajně pravicovém hnutí Vaps. Během druhé světové války, a to od roku 1940 žil ve Finsku. Těsně před svou smrtí, na podzim roku 1944 se vrátil do Estonska, kde zemřel.